# Monopole
Pour les articles homonymes, voir Monopole (viticulture).
Ne doit pas être confondu avec monopôle.
Le monopole (du grec monos signifiant « un » et polein signifiant « vendre ») est, au sens strict, une situation dans laquelle un offreur se trouve détenir une position d'exclusivité sur un produit ou un service offert à une multitude d’acheteurs.
Lorsque cette situation d'exclusivité dans une activité est établie au profit de la puissance publique, on parle de « monopole d'État » ou de « monopole public ».
Par extension (plutôt abusive) le terme de monopole est souvent utilisé pour décrire une situation proche de la définition précédente mais distincte : le terme « monopole » est alors appliqué à une entreprise qui n'est pas à proprement parler en situation de monopole mais domine largement un marché où la concurrence existe encore, mais de manière marginale. En l'occurrence, le terme de position dominante (ou de leader, en anglais) est préférablement employé par les autorités et la réglementation de la concurrence.
Parmi les concepts voisins mais dont la définition et la portée doivent être clairement distinguées, il convient de remarquer :
- l'oligopole, qui décrit une situation de marché où un petit groupe d’offreurs se partagent un marché à parts plus ou moins égales ;
- le duopole, qui est une forme réduite d'oligopole (deux offreurs font face à une multitude d'acheteurs) ;
- le cartel ou l'entente sont des formes variables d'association entre offreurs qui visent à établir à leur profit et selon des modalités diverses une situation de monopole ;
- le monopsone, qui par symétrie au terme monopole, correspond à une situation de marché où un demandeur détient une position de monopole à l’achat ;
- le monopole bilatéral, qui caractérise une situation de marché où se font face un monopole (un seul vendeur) et un monopsone (un seul acheteur).

En viticulture, la législation réglemente l'utilisation du terme monopole pour les vins issus d'une seule parcelle de vigne, exploitée par un unique propriétaire.

## Monopole dans l'Histoire
Le monopole est régulièrement et naturellement privilégié dans le domaine de la production, de la distribution ou des services, chaque fois que des intérêts présentés comme « supérieurs » ou « collectifs » semblent pouvoir être invoqués.
À l'époque féodale, l'exclusivité de la mise à disposition de certains équipements collectifs (moulins, ponts, granges...) par le seigneur féodal lui permet de percevoir des redevances censées payer la protection qu'il assure vis-à-vis de ses sujets.
Au Moyen Âge, les corporations et les métiers assurent pour les activités qu'elles encadrent strictement des obligations de respect de qualité et de formation des apprentis et de leurs employés.
À l'époque classique, les pouvoirs publics s'octroient des monopoles à des fins fiscales (par ex : Gabelle tirée de la vente du sel) ou accordent ainsi des monopoles pour une durée déterminée à certains opérateurs internes ou externes. Ainsi la doctrine du mercantilisme (et notamment sa variante française : le Colbertisme) accorde le privilège de monopole pour mieux promouvoir sur le plan économique des fins défensives ou offensives.
Des compagnies de commerces nationales (obtiennent selon les cas) le monopole du commerce de certains produits, ou le monopole avec certaines régions.
Le monopole de commerce est établi avec certaines régions du monde pour la métropole nationale, excluant de fait du marché les autres puissances européennes.
Le monopole de fabrication est aussi le moyen de mettre sous le contrôle de l’État certaines productions : les nombreuses manufactures royales de l’époque de Colbert en sont l'exemple.
Concernant le commerce avec l'étranger - source de puissance économique et de rayonnement politique pour les nouveaux régimes de Royauté absolue, les exemples les plus célèbres se trouvent :
- les Compagnies des Indes rassemblent des petites compagnies qui fusionnent sous l’égide de l’État afin de réduire la concurrence, d’accroître les profits commerciaux et d’améliorer l’efficacité militaire et coloniale de leurs flottes ;
- la Compagnie néerlandaise des Indes orientales (VOC), et la Compagnie britannique des Indes orientales se disputent le contrôle du commerce en Asie du Sud Est. La recherche du monopole était essentielle dans la réalisation d’importants profits, et les compagnies n’hésitaient pas à détruire des plantations autochtones potentiellement rivales afin de s’assurer de l’absence de concurrence.

Sur le terrain, les compagnies de commerce — comme la VOC — confient leurs droits de monopole à un marchand ou à un syndic de marchand local. Le contrat de vente implique généralement l’absence de tout acheteur concurrent du syndic, et l’absence de nouvelle vente du même produit pour une période donnée, en vue de garantir et préserver la situation enviable de monopole sur les marchés locaux.
Avec l’émergence des idées économiques libérales, la critique des monopoles débute : ils apparaissent comme abusifs et nuisibles aux consommateurs et au dynamisme économique. À la fin du XIXe siècle cette critique aboutit à des lois rendant illicites les ententes, comme la loi Le Chapelier en France. Elle visent aussi à garantir l’absence d’ententes et de coalitions entre les citoyens (disparition des corporations qui disposaient de monopoles de main-d’œuvre dans l’Ancien Régime). Plus généralement, la doctrine libérale classique contribue à répandre l'idée que les monopoles dérivent sont l'expression d’initiatives illégitimes de l’État.
À la fin du XIXe siècle, sous la pression des courants de pensées nationalistes, le retour de l'action publique relance certaines formes de soutien et d'organisation des marchés au détriment de la concurrence :
- certains États comme le Japon et l’Allemagne soutiennent les efforts de concentration industrielle de leurs entreprises. Les entreprises allemandes forment par exemple des cartels ;
- le développement du colonialisme tend à instaurer des relations faites de privilèges et de domination à l'égard de territoires d'Outre-mer considérés comme la « chasse gardée » (voir l'exemple limite du Congo belge, propriété privée du souverain belge) de la puissance tutélaire. Ce mouvement sera source de rivalités entre les impérialismes européens (anglais, allemand ou français) au Moyen-Orient, en Afrique ou en Asie.

Au XXe siècle, le retour de la législation s'effectue pour organiser et ménager de façon pragmatique des conditions plus acceptables d'une saine concurrence. Se mettent en place des législations comme les lois anti-trust américaines, qui aboutissent au démantèlement de certaines grandes entreprises comme la Standard Oil. Par ailleurs, se développent progressivement des législations visant à protéger les brevets et les droits d’auteurs afin de récompenser les entrepreneurs innovants.

## Généralités
La détection d'une situation de monopole n'est pas chose aisée : l'utilisation d'une définition trop restrictive peut conduire à voir le monopole partout. Par exemple, chaque épicier a le monopole de fait de la vente du sel dans un rayon de 50 mètres autour de sa boutique (cas du monopole local), ou le fabricant « Renault » a le monopole des voitures « Renault ». Ce type de logique formelle, qui n'intègre pas le contexte réel dans lequel peut s'exprimer et se défendre la liberté du consommateur, parait inutile à l’analyse.
Dans la réalité, il n’existe que deux cas où cette situation mérite une analyse théorique particulière :
1. si les conditions de production de ce produit ou service sont telles qu’en situation concurrentielle, un seul offreur peut subsister sur ce marché (cas du monopole naturel) ;
2. si la fourniture de ce produit ou service à cette même clientèle est interdite, soit par l’État (cas du monopole légal), soit par des mesures coercitives de l’offreur en place.

La théorie économique considère que les situations de monopole sont nuisibles aux consommateurs, car dans une telle situation, l’offreur est capable d'imposer seul le prix de vente du produit concerné sans être attentif à sa qualité. Il se retrouve alors dans une situation dite de price-maker (faiseur de prix), tandis qu’une entreprise faisant face à la concurrence subit une situation de price-taker (preneur de prix) et est poussée à innover pour défendre sa position. La plupart des économistes en déduisent que les pouvoirs publics doivent combattre les situations de monopole et réguler les monopoles naturels.
Pour les tenants de la théorie de la concurrence monopolistique, la situation de concurrence parfaite, où les vendeurs sont preneurs de prix, demeure en réalité l'exception, tandis que la situation de monopole (au sens large) semble être davantage la règle. À leurs yeux, la plupart des entreprises proposent des produits qui tendent à établir en leur faveur une situation de monopole de fait. Pour ce faire, elles évitent autant que possible que leurs produits puissent être facilement comparables et substituables par ceux proposés par les firmes concurrentes. Grâce à la stratégie de différenciation et/ou de spécialisation qu'elles déploient, via leur politique et leur offre-produit, un grand nombre d’entreprises peuvent se ménager un relatif pouvoir de monopole sur un marché a priori concurrentiel. Ce pouvoir leur confère selon l'option qu'elles prennent soit une capacité à pratiquer des prix de vente qui s'écartent du prix de marché, soit à capter une partie du volume du marché (via des segments hautement spécifiques ou niches de marché).
La théorie des marchés contestables , proposée par le prix Nobel d'économie , l'américain William Baumol soutient que, tant qu’il est possible à un nouvel entrant de s’implanter dans un secteur actuellement en situation de monopole, le fait que cette position soit plus ou moins rapidement contestée contraint l’offreur en place à se comporter comme s’il était en concurrence.
Les économistes de la tradition autrichienne soutiennent que tous les monopoles autres que les monopoles naturels sont nuisibles et doivent être combattus, y compris les monopoles d’État. Les interventions des pouvoirs publics censés protéger la concurrence sont en réalité des entraves à la concurrence et nuisent donc aux consommateurs.

## Typologie des monopoles

### Monopole naturel

#### Principe économique

La manière dont varie le coût marginal de production en fonction des quantités produites modifie la taille optimale de l'entreprise.

Un monopole naturel est un monopole dont l'existence découle d'une production dont les rendements sont croissants. On dit que les rendements sont croissants car plus l'entreprise accroît sa production, moins le coût unitaire est élevé. Le coût de production d'une unité supplémentaire (coût marginal) étant décroissant, l'accroissement des ventes permet de répartir les coûts fixes (dont le volume ne varie pas lorsque les quantités produites changent) sur des volumes plus importants, si bien que le coût moyen baisse quand la production augmente. Cette baisse est si importante qu'une seule entreprise peut fournir l'ensemble du marché tout en restant plus compétitive que tout autre concurrent. Dans ce type de production, la concurrence tend à diminuer au fur et à mesure qu'une entreprise se développe et tire parti d'un coût moyen de production de plus en plus faible par rapport à celui de ses concurrentes.
Ainsi, le premier graphique représente une situation favorable à la concurrence : le coût marginal de l'entreprise croît rapidement avec le volume de sa production, si bien qu'elle perd en compétitivité lorsqu'elle grandit. Au contraire, le second graphique représente l'équilibre d'une entreprise dans un secteur où le coût marginal reste décroissant pour un volume de production très important. Dans une telle situation, les grandes entreprises ont des coûts de production très inférieurs à ceux des petites firmes. La taille optimale de l'entreprise est alors souvent celle d'un monopole.
Un tel monopole, une fois établi, est difficilement contestable. En effet, l'apparition de nouvelles entreprises concurrentes est improbable, car le faible volume de leur production sera synonyme de faibles rendements.
Dans ce genre de situation, le monopole peut être plus efficace que la concurrence grâce aux économies d'échelles réalisées. Toutefois, à terme, l'absence de concurrence peut représenter un frein au dynamisme. En effet, le bénéfice occasionné par une rente garantie peut détourner l'entreprise de la recherche de nouvelles innovations, indispensables à sa survie dans une situation concurrentielle.
Dans la mesure où le monopole est jugé préférable à la concurrence, la question de l'abus éventuel de position dominante peut justifier une nationalisation.

#### Cas concrets
Le monopole naturel apparaît lorsque les coûts fixes sont très importants au regard des coûts variables (proportionnels aux quantités produites), typiquement dans les industries nécessitant une lourde infrastructure (eau, électricité, chemins de fer…). Il faut distinguer ce cas de celui des monopoles liés à des effets de réseau, qui agissent sur la demande s'adressant à une entreprise et non sur la structure de coûts (télécommunications, logiciels).
L'existence d'un monopole naturel dans une industrie est liée à l'état de la technologie. Ainsi, tant que les télécommunications passaient par des lignes de cuivre, le marché conduisait à un monopole naturel. L'avènement de la téléphonie mobile a rompu cette situation[réf. nécessaire].

#### Gestion
L’économiste néoclassique Léon Walras a, parmi les premiers, souhaité l'intervention de l'État dans la gestion des monopoles naturels. Pour lui, l’inexistence de la concurrence au profit d’une entreprise privée implique une perte d’intérêt social, au profit du seul intérêt privé de la firme. Dans l’exemple de la distribution de l’eau ou du gaz, une ville confiera leur gestion à une entreprise unique, car il est techniquement inutile de multiplier sous terre les réseaux de distribution. Si cette entreprise est laissée à ses objectifs égoïstes, elle produira en quantité moindre et à prix supérieur, afin de maximiser son bénéfice.
D’après Walras, le seul moyen d’associer l’existence d’un monopole naturel, dont la pertinence est évidente au regard de la structure des coûts, liée à des coûts fixes très importants, est de supprimer l’intérêt égoïste du monopoleur, c’est-à-dire de remettre le monopole à l’institution représentative de l’intérêt général, l’État, ou de confier un monopole réglementé à une entreprise privée. De cette façon, on pourra fixer le prix de vente de sorte que les recettes égalisent les coûts, et que le monopole naturel ne soit plus une source de profit.
Dans le cas des chemins de fer, Walras reprend l’idée d’Adam Smith concernant les infrastructures dont l’utilité pour la société est évidente mais dont la profitabilité pour l’entreprise n’est pas établie. Walras y ajoute que le chemin de fer par exemple, se révèle, plus qu’un service marchand, aussi un service public, utile en temps de guerre, servant à unir le territoire, à transmettre les journaux, et nécessaire à certaines réunions essentielles dans les grandes villes. Par ailleurs, les coûts de construction du réseau en font à l’évidence un monopole naturel.
Le risque pour la société de la domination des chemins de fer par des intérêts égoïstes, porte, comme pour le gaz, autant sur les quantités produites que sur les prix. Le monopole imposera des prix forts, mais surtout il n’utilisera pas ses profits pour ouvrir les lignes dont la rentabilité est incertaine pour lui. Il manque souvent de clairvoyance à ce propos. La gestion par l’État du monopole naturel des chemins de fer aurait donc la double utilité de prix bas et d’achèvement rapide des réseaux, chose que le marché ne peut réaliser qu’en situation de concurrence.

#### Objections
Certains économistes libéraux pensent que les cas de monopoles réellement « naturels » sont en fait très rares. L'exemple le plus souvent cité est celui des compagnies aériennes dont les lignes intérieures, en particulier, n'étaient réputées rentables que pour un seul opérateur, justifiant ainsi les monopoles d'accès aéroportuaires longtemps réservés aux seules compagnies nationales par un argument de monopole « naturel » de réseau. Les résultats encore incertains de la libéralisation des lignes intérieures ne permettent pas aujourd'hui de trancher. Il existe ainsi des lignes sur lesquelles les prix ont fortement chuté, tandis que sur d'autres un seul opérateur est parvenu à se maintenir, et qu'en France certaines compagnies low cost ont fait la chasse aux subventions des collectivités territoriales.
Pour certains, l'état de monopole d'une entreprise sur un marché serait alors une situation transitoire appelée à disparaître soit du fait des clients s'organisant pour trouver d'autres fournisseurs, voire produire eux-mêmes le bien (cas des entreprises grosses consommatrices d'électricité se dotant de leurs propres capacités de génération), soit d'entreprises techniquement capables de les concurrencer efficacement.

### Monopole légal
Le monopole légal procède de l'intervention d'un organe réglementaire (État ou collectivité) qui restreint la concurrence sur un marché donné afin d'atteindre un objectif donné (aménagement du territoire, bien stratégique…). Le monopole légal peut prendre la forme d'une licence d'exploitation exclusive accordée à un agent privé ou celle d'un monopole public, opéré par la collectivité elle-même.
Les sociétés d'État québécoises sont d'excellents exemples de ce concept : Hydro-Québec, Loto-Québec, la Société des alcools du Québec, la Société de l'assurance automobile du Québec, la Caisse de dépôt et placement du Québec, etc.
Les sociétés d'État françaises sont d'autres excellents exemples de ce concept : la Française Des Jeux, la Société Nationale des Chemins de Fer, la Régie Autonome des Transports Parisiens, l'Électricité de France, le Gaz de France, La Poste, etc. Mais ces sociétés tendent à devenir privées et à perdre leur monopole sous la pression de l'Union-Européenne.
La RENFE est également une société de l'État espagnol qui a récemment perdu son monopole.
La notion de monopole légal recoupe largement la distinction entre le monopole de fait, imposé par les forces du marché, et le monopole de droit, imposé par la législation.

#### Origines et justifications des monopoles légaux
Une première cause de l'existence de monopole légal est liée à la notion de service public, qui exclut les activités marchandes de certains secteurs d’activité, où l’État peut par exemple imposer la gratuité. Walras parle par exemple de « monopole moral ». L’éducation peut être prise en exemple.
Une seconde justification a déjà été abordée ; elle est liée à l’existence de monopoles naturels.
L’État peut aussi attribuer des monopoles à des fins stratégiques ou d’aménagement du territoire. Un exemple historique est celui des grandes compagnies de commerce des puissances mercantilistes d’Europe à partir du XVIIe siècle. Le monopole accordé par les différents pays européens à une compagnie nationale, permettait de rendre plus cohérentes les stratégies militaires des compagnies de commerce qui pouvaient se retrouver en guerre armée, soit entre elles, soit contre des puissances européennes adverses ou autochtones.
La puissance publique assure aussi la protection des brevets et des copyrights qui permettent aux innovateurs de disposer d’un monopole temporaire sur leurs inventions. La délivrance d'un monopole légal sur une durée déterminée et sur un produit ciblé en échange de la publication des spécifications de ce produit constitue l'instrument essentiel d'encouragement à l'innovation (brevets et copyrights). Il s'agit alors de permettre à l'innovateur de se rembourser de ses coûts de recherche et développement et de recevoir une juste rétribution de son investissement grâce à la rente de monopole qui lui est accordée de façon temporaire. En contrepartie, il doit, pour les brevets, publier les procédés de fabrication ainsi protégés.

#### Recherche de rente
L’État dispose de la capacité législative de restreindre la concurrence afin de garantir, dans certains cas particulier, la cohérence et la rentabilité de certains secteurs économiques. Or dans les faits, les monopoles accordés par l’État ne reviennent pas nécessairement à des entreprises publiques. Comme une situation de monopole représente une aubaine pour l’entreprise privée qui en bénéficie, cette dernière adopte un comportement rationnel lorsqu’elle est prête à dépenser une somme proche de celle du surplus de profit permis par une restriction légale de la concurrence.
Ce raisonnement peut impliquer de la part des firmes des dépenses importantes de lobbying ou de groupes de pression sous la forme de pots-de-vin (dessous de table et diverses dépenses de corruption) ou de subventions à des partis politiques dans les pays qui l’autorisent. Pour les théoriciens du public choice, ou de l'école des choix publics, comme Gordon Tullock, l’inefficacité du monopole privé garanti par l’intervention légale de l’État[Laquelle ?] est donc aggravée par le fait qu’une importante partie du transfert de surplus des consommateurs vers le producteur, est en fait dépensée de façon improductive auprès des dirigeants politiques.
En 1974, Anne Krueger estimait que ces activités de recherche de rente (rent-seeking) représentaient un gaspillage annuel de plus de 7 % du PNB en Inde, et même 15 % en Turquie.
Sur le plan politique, les privilèges accordés par les pouvoirs publics en retour des activités de lobbying des entreprises prennent très souvent la forme d’un pouvoir de monopole octroyé par une législation protectionniste vis-à-vis des entreprises étrangères.

### Monopole local
Un monopole local est une entreprise qui dispose d'une situation de monopole dans une sous-partie de l'espace géographique ou de l'espace des produits. Ce concept sert à désigner les entreprises qui sont en pratique en situation de monopole vis-à-vis de leur demande, même si elles sont d'une taille réduite au regard du marché d'ensemble pour un bien.

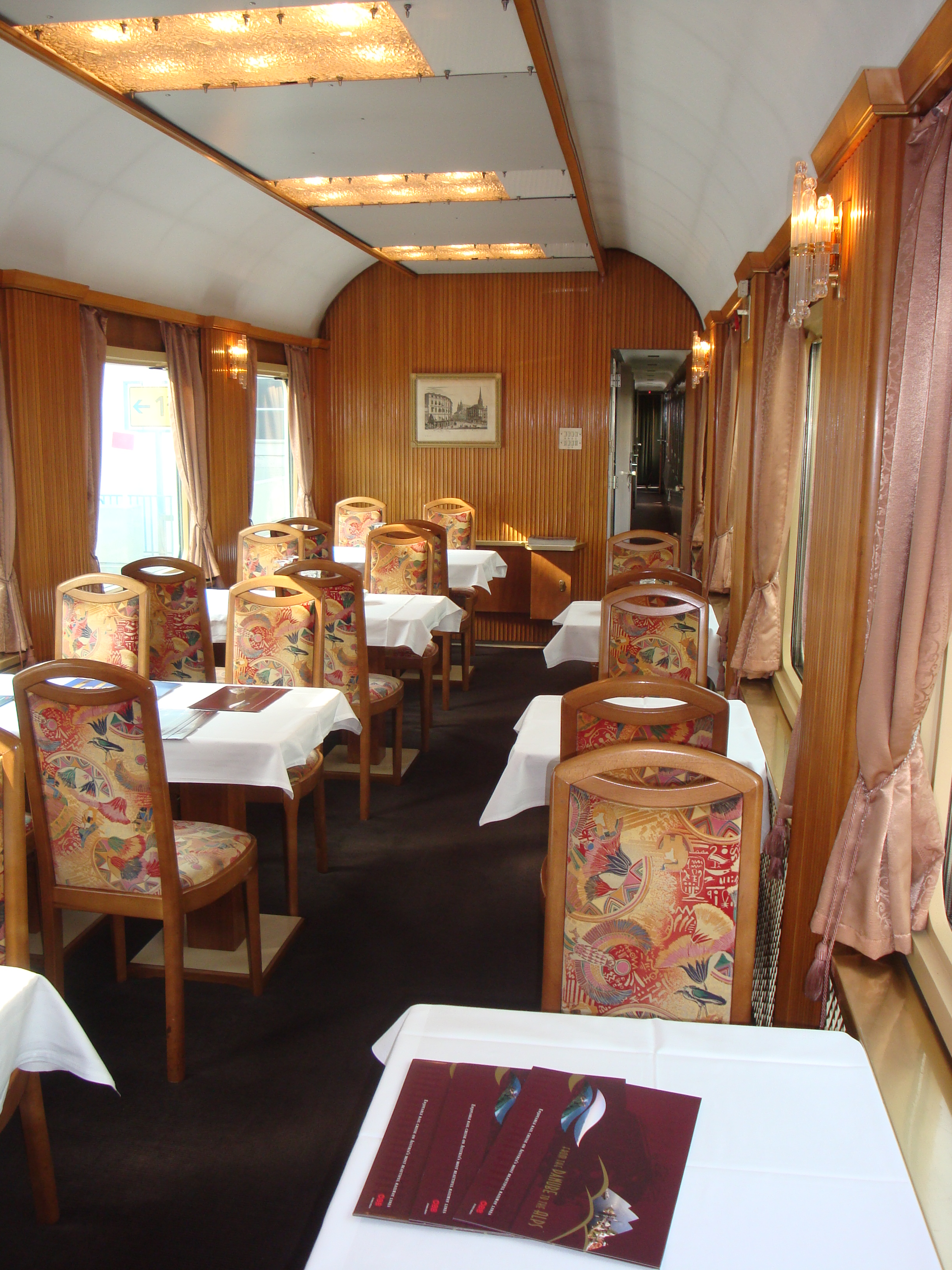
Un wagon restaurant à bord d'un train Autrichien.

Pour exemple, le cas d'une station-service dans une région isolée, sans concurrents à moins de 50 kilomètres. Une telle station-service peut augmenter ses prix d'autant que cela coûte aux automobilistes de faire les 50 kilomètres pour aller chez le concurrent. Ce type de rente est conceptuellement équivalent à celui des rentes issues d'un monopole. Autres exemples : restauration dans les trains, restaurants de plage, ou les cafés de certains musées ou sites ; dans l'espace des produits, une entreprise servant des biens très spécialisés, par exemple en étant la seule à importer un bien exotique dont la demande est faible.
Le monopole multi-Établissements est dans la situation suivante : il n'est face qu'à une seule fonction de demande mais possède plusieurs fonctions de coût. Ainsi il maximise son profit en réalisant l'égalité suivante : Rm = Cm1 = Cm2
Avec Rm : la recette marginale et Cm : Coût marginal
Le cas du monopole Multi-produits : dans ce cas particulier du monopole classique, l'entreprise fait face à plusieurs fonctions de demande tout en ayant plusieurs fonctions de coût (généralement égale au nombre de produits vendus).
On retrouve plusieurs cas particuliers de ce type de monopole :
- les biens sont indépendants : la demande du bien 1 ne dépend pas de la demande du bien 2, il va maximiser son profit en égalisant : Rm1 = Cm1' et Rm2 = Cm2 ;
- un même bien vendu sur deux marchés : dans ce cas, l'individu vend le bien 1 au prix P1 sur le marché 1 et au prix P2 sur le deuxième marché. Il va alors maximiser son profit en égalisant : Rm1 = Rm2 = Cm ;
- les biens sont parfaitement substituables le prix du bien P1 est égal au prix du bien P2, il maximise son profit en égalisant la même équation que dans le cas du monopole multi-établissement : Rm = Cm1 = Cm2.

### Concurrence monopolistique
La concurrence monopolistique désigne une structure de marché où celui-ci est séparé en niches, chacune servie par un monopole local. Un tel cadre permet l'existence d'une forme de concurrence entre les monopoles; les frontières entre les différentes niches étant endogènes, déterminées par l'action de chacun des monopoles.
La concurrence monopolistique se rencontre sur des marchés de biens possédant une identité forte (image de marque, par exemple) qui fait d'un bien donné un substitut imparfait d'autres plus en vue. Cela s'applique ainsi aux vêtements de marque comme aux consoles de jeux vidéo.
Ce concept désigne ainsi une grande variété de situations intermédiaires entre la concurrence parfaite et le monopole théorique. La règle générale de ce type de cas est que chaque monopole local bénéficie d'une rente d'autant plus importante que l’élasticité de substitution entre les biens est faible, autrement dit qu'un bien donné est un plus mauvais remplaçant d'un autre. Cette élasticité constitue alors une mesure du pouvoir de monopole de chaque entreprise. La volonté de diminuer cette élasticité (de diminuer la facilité de passer d'un produit à l'autre) expliquerait ainsi les sommes engagées en publicité en constitution d'une image de marque ou en restriction de compatibilité par les entreprises engagées dans une concurrence monopolistique.

## Conséquences du monopole

### Effets sur les prix et les quantités produites

#### Détermination de l'équilibre de monopole
Le monopole détermine le prix (le monopoleur est faiseur de prix – ou price maker) alors qu'une firme en situation de parfaite concurrence prend le prix comme donné (ou price taker). On dit que le concurrent est preneur de prix.
Si le monopole fait face à une demande des consommateurs qui se contracte lorsque le niveau de prix augmente, le monopole a intérêt à réduire son offre de produit pour vendre à un prix plus élevé. Le monopole restreindra son offre jusqu'au point où le gain en augmentation de prix par unité vendue qu'il réalise sera compensé par la perte sur son volume de vente.
Sur un marché concurrentiel, la concurrence entre les entreprises a pour conséquence d'égaliser le prix de vente au coût marginal de production, c’est-à-dire le coût de la dernière unité produite. Le monopole n'étant pas soumis à cette pression concurrentielle, il est en mesure de vendre ses produits au-dessus du coût marginal, obtenant ainsi des profits plus élevés. À la différence d'une situation d'oligopole ou de concurrence, le cas du monopole est le seul où il soit indifférent que le monopole fixe son prix ou son volume de ventes sur le marché.

##### Approche graphique

La détermination de l'équilibre du monopole en courte période. La surface verte représente le profit.

Dans une situation de concurrence, le prix est déterminé par le marché, et l'entreprise produit tant que la vente d'une unité supplémentaire d'un bien lui rapporte davantage qu'elle ne lui coûte, c'est-à-dire tant que le prix est supérieur au coût marginal (le coût de production d'une unité supplémentaire). L'équilibre de concurrence est donc déterminé par l'intersection de la courbe de recette marginale  et de la courbe de coût marginal.
En situation de monopole, l'entreprise est capable de déterminer un prix, qui influe sur le volume de produits vendus. En effet, l'entreprise qui souhaite accroître le volume de ses ventes doit, pour ce faire, baisser ses prix. Le prix, c'est-à-dire la recette moyenne, est donc une fonction décroissante de la quantité produite. Si la recette moyenne est décroissante, alors mathématiquement, la recette marginale, c'est-à-dire la recette occasionnée par la vente d'une unité supplémentaire, est à la fois décroissante et inférieure à la recette moyenne.
L'entreprise monopoleuse accroît son profit tant que la vente d'une unité supplémentaire rapporte davantage qu'elle ne coûte, c'est-à-dire tant que la recette marginale est supérieure au coût marginal. Logiquement, l'équilibre se réalise donc lorsque la courbe de recette marginale intercepte celle de coût marginal. Le nouvel équilibre correspond à celui d'un prix (Pm>Pc) plus élevé qu'en situation de concurrence, et à une quantité produite inférieure (Xm<Xc).
Le profit est alors égal à la recette moyenne, à laquelle se soustrait le coût moyen, multipliée par la quantité produite. Il est représenté par la surface verte sur le graphique.

##### Approche mathématique
Le profit ({\displaystyle \ \Pi }) du monopole est déterminé par la recette de ses ventes (soit RT la recette totale pour une production Q), à laquelle est soustraite ses coûts de production totaux (soit CT le coût total pour une production Q). On obtient :
{\displaystyle \Pi (Q)\ =RT(Q)-CT(Q)}
La recette totale est quant à elle égale à la recette moyenne (par unité vendue, c'est-à-dire le prix de vente unitaire) multipliée par le nombre d'unités vendues. On a donc
{\displaystyle \Pi (Q)\ =RM(Q).Q-CT(Q)}
D'où après dérivation :
{\displaystyle \Pi '(Q)\ =RT'(Q)-CT'(Q)}
Soit encore
{\displaystyle \Pi '(Q)\ =Rm(Q)-Cm(Q)}
Par ailleurs, on suppose que RM, la recette moyenne (c'est-à-dire le prix) est une fonction décroissante. Cette hypothèse découle du fait que l'entreprise qui souhaite accroître la quantité (Q) d'unité vendu doit accepter une baisse du prix de vente. La relation mathématique entre la variation marginale et la moyenne implique que si RM est décroissante, alors Rm l'est aussi et {\displaystyle \ RM>Rm}.
En revanche, on suppose que Cm est croissante, car il est rare qu'une entreprise ne puisse accroître sa production alors qu'elle se trouve dans des volumes de production où la fabrication d'unités supplémentaires se fait à moindre coût que les unités précédentes. On a donc :
{\displaystyle \ Rm'(Q)<0} et {\displaystyle \ Cm'(Q)>0}
d'où {\displaystyle \Pi ''(Q)\ <0}
Donc {\displaystyle \ \Pi '} est une fonction décroissante, qui d'après le théorème de la bijection, ne s'annule que pour une unique valeur Qm. Cette valeur détermine la quantité produite pour laquelle le monopole maximise son profit. D'après les règles de base, la fonction {\displaystyle \Pi } atteint un extremum lorsque sa dérivée est nulle, et on a donc :
{\displaystyle max\ \Pi \Leftrightarrow Rm(Q_{m})-Cm(Q_{m})=0}
Or en situation de concurrence l'équilibre est donné par la relation :
{\displaystyle max\ \Pi \Leftrightarrow RM(Q_{c})-Cm(Q_{c})=0}
Et comme {\displaystyle \ RM>Rm}, on a {\displaystyle \ RM-Cm>Rm-Cm}. Donc, ces deux fonctions étant décroissantes, on a finalement :
{\displaystyle RM(Q_{c})-Cm(Q_{c})=Rm(Q_{m})-Cm(Q_{m})=0\Leftrightarrow Q_{c}>Q_{m}}
Enfin comme le prix étant une fonction décroissante de la quantité :
{\displaystyle Q_{c}>Q_{m}\Leftrightarrow P(Q_{c})<P(Q_{m})}
Conclusion : La quantité d'équilibre en situation de monopole est inférieure à celle de concurrence, tandis que le prix d'équilibre du monopole est supérieur à celui d'un marché concurrentiel.

#### Autres déterminants des prix
De nombreuses études empiriques ont étudié le niveau de rendement des investissements des entreprises en fonction du degré de concentration des marchés, c'est-à-dire la faiblesse de la concurrence). Ses études montrent que la profitabilité des entreprises et leur concentration ne seraient que faiblement corrélées. D'après George Stigler, moins de 25 pour cent de la variation des profits ne sont attribuables à la concentration.
La théorie des marchés contestables de William Baumol repose sur un argument unique : si un monopole fait des profits, il doit exister des entreprises voulant entrer sur le marché pour prendre une partie de ces profits en vendant un peu plus et moins cher que le monopole en place. Dans sa version extrême, cette théorie affirme donc que la menace que fait peser cette entrée potentielle oblige le monopole à se comporter comme s'il était effectivement en concurrence parfaite, et à vendre au coût moyen. Le monopole ne se distingue alors plus de la situation de concurrence.
Cette théorie a initialement été proposée par W. J. Baumol, J. Panzar et B. Willig dans Contestable Markets and the Theory of Industry Structure, Harcourt Brace, New York, 1982.
En pratique, entrer sur un marché est coûteux (coûts fixes). Un entrant potentiel ne va donc entrer que s'il espère faire des profits supérieurs à ces coûts, ce qui ne sera pas possible si le monopole en place l'oblige à une guerre des prix qui conduit les deux entreprises à vendre au coût moyen. La pression concurrentielle potentielle dépend donc de l'ampleur des coûts fixes et de la crédibilité de la menace de guerre des prix (une fois le nouveau entré sur le marché, le monopole peut avoir intérêt à partager la rente avec lui plutôt que de faire la guerre).
Empiriquement, cette théorie explique un phénomène récurrent ou répétitif observé lors de l'ouverture à la concurrence d'un marché où agissait un monopole : on constate que le monopole baisse ses prix avant qu'aucune autre entreprise ne soit entrée sur le marché. Il signale ainsi sa volonté et sa capacité à engager avec un entrant une guerre des prix plutôt que de partager la rente.

#### Monopole discriminant

Cas d'un monopole pratiquant une discrimination entre deux groupes de consommateurs.

Dans les cas présentés jusqu'ici, le monopole vend son produit à un prix unique. S'il fixe un prix élevé, il restreint la clientèle en empêchant les acheteurs disposés à ne payer qu'un petit prix d'acheter le produit. S'il fixe un prix bas, le monopole n'exploite pas la disponibilité à payer des plus riches qui seraient prêts à payer plus pour obtenir ce bien.
Le monopole peut donc accroître son profit en pratiquant un prix différent pour différentes catégories de consommateurs, selon l'impact qu'a le prix sur le volume de leur consommation. Il s'agit simplement de faire payer plus chers les acheteurs prêt à payer davantage, et d'accorder une réduction uniquement aux groupes pour lesquels un prix inférieur provoque une hausse importante des ventes. Un exemple typique de discrimination est, par exemple, les réductions permises par la détention d'une carte étudiant. Accorder à un étudiant une réduction permet d'accroître les ventes sans pour autant réduire le prix payé par les autres consommateurs.
Ainsi le graphique de droite représente la situation d'une entreprise qui fait payer deux prix différents, à deux catégories différentes de consommateurs. Elle vend une quantité X1 de produits à un prix P1, puis vend (X2-X1) produits à un prix inférieur P2. Ce faisant, elle accroît son profit au détriment du groupe d'acheteurs discriminé négativement.
On ne peut pour autant conclure que la situation profite aux groupes d'acheteurs bénéficiant d'un prix réduit, car même réduit, ce prix reste au-dessus du prix pratiqué pour l'ensemble des acheteurs en situation de concurrence.
Il est aussi possible de pratiquer une discrimination sur les unités vendues. En effet, chaque consommateur tend à trouver une satisfaction plus grande dans les premières unités qu'il consomme d'un bien, l'utilité marginale (de la dernière unité consommée) de la plupart des biens étant décroissante (c'est ainsi que, pour une personne assoiffée, le premier verre d'eau est plus apprécié que le deuxième…). Il n'est donc pas prêt à payer le même prix pour la première unité que pour la suivante. Le monopoleur a donc intérêt à différencier, pour chaque client, le prix des unités vendues en vendant les dernières moins chères que les premières.
Un des premiers théoriciens du monopole discriminant est Jules Dupuit. Au XIXe siècle, il expliquait ainsi la création de billets de différentes catégories dans les théâtres ou les trains. Selon lui, dans le cas d'un train, « un tarif à trois classes donnerait à la fois plus de recette nette et plus de voyageurs ; il est clair qu'en multipliant indéfiniment les classes on pourrait faire payer aux voyageurs toute l'utilité qu'ils retirent du chemin [de fer] ». Ainsi, « pour empêcher le voyageur qui peut payer le wagon de 2e classe d'aller dans celui de 3e. On frappe sur le pauvre, non pas qu'on ait envie de le faire souffrir personnellement, mais pour faire peur au riche ».

### Monopole et la question de l'efficacité

#### Inefficacité du monopole selon la théorie néoclassique

Les surplus du producteur et des consommateurs dans une situation de monopole.

L'analyse en termes de surplus de l'équilibre du monopole en comparaison de celui de concurrence pousse l'économie néoclassique à conclure à l'inefficacité du monopole.
L’effet sur le prix est double. La hausse du prix provoque à la fois une hausse du profit de l’entreprise, mais aussi une diminution de sa production. On distingue donc deux effets. L’un est neutre, il s’agit du transfert de richesse qui s’opère entre les consommateurs et le producteur au détriment des premiers ; il est lié à l’augmentation du prix. En revanche, la réduction des volumes produits suscite une réduction nette de richesse pour les consommateurs et pour les producteurs qui ne profite à personne (surface rouge sur le graphique ci-contre) : on appelle cela la perte sèche du monopole. En résumé, l’effet négatif qu’a le monopole sur le bien-être des consommateurs n’est qu’en partie compensé par la rente perçue par l’entreprise.
Le monopole est donc contestable non seulement du point de vue du consommateur, mais aussi de la société en général car sa richesse est amoindrie.

#### Monopole, dynamisme et innovation
Joseph Schumpeter a mis en évidence que la dynamique de la croissance économique reposait sur la capacité des entreprises à obtenir des rentes de monopoles en récompense de leurs efforts d’innovation. Il explique les périodes longues de prospérité par l’apparition de monopoles liés à des avancées technologiques. Ainsi, une entreprise mettant en place une innovation avant ses concurrentes obtient une exclusivité lui donnant un pouvoir de monopole, et c’est cette exclusivité qui justifie son investissement. Le profit anticipé par l’entrepreneur provoque son recours au crédit bancaire et stimule l’investissement à l’échelle de la société. De même, la rente perçue par l’entreprise monopoleuse provoque à terme une réaction d’imitation de la part d’autres entreprises, qui recourent aussi au crédit pour profiter de l’innovation. Ce phénomène d’imitation réduit, à terme, les opportunités de monopole, provoquant une raréfaction de la demande de crédit et une phase économique de récession, jusqu’à ce que de nouvelles opportunités apparaissent.
La dynamique du capitalisme implique donc que l’État ne lutte pas contre les monopoles à leur création, car le monopole vient récompenser un effort créatif des entreprises. En revanche, il peut encourager l’innovation en défendant le monopole par des mesures légales, telle sa protection temporaire par l’attribution de brevets. Mais ce type de monopole n’est pas voué à survivre à long terme.
Schumpeter ajoute que les principales innovations sont dues, non pas à des entreprises soumises à une forte concurrence, mais à des monopoles. Son argument repose sur l'idée que seuls les monopoles disposent de profits positifs, qui leur servent à financer ces activités dans l'espoir d'entretenir leur avance technologique et leur pouvoir de monopole.
Il n'apparaît pas clairement que Schumpeter considérait ce second argument comme décisif. En revanche l'analyse du monopole comme récompense de l'innovation est généralement approuvée par les économistes.
Pour Partha Dasgupta et Joseph Stiglitz, les situations de monopole sont en fait défavorables à la Recherche et développement (R&D). En effet, une entreprise produisant sur un marché où existe une concurrence réelle ou potentielle est contrainte à des efforts d'innovation afin de garantir sa position. Par exemple, une entreprise dominant un marché a intérêt à investir en R&D afin de maintenir son avance vis-à-vis des éventuels entrants. Les deux auteurs en concluent que l’entreprise dépensera davantage en recherche si elle est en situation de concurrence ou si son monopole est contesté.
On remarque aussi que le prix d'achat des brevets varie en fonction de l'intensité de la concurrence. En effet, une entreprise profitant d'une avance technologique a davantage intérêt à consolider cette avance par l'acquisition de nouveaux brevets lorsque l'obtention du brevet par une entreprise concurrente est susceptible de remettre en cause son leadership technologique. Une situation de monopole non contesté implique donc une faible rémunération des brevets, et donc une réduction des efforts de recherche.

## Lutte contre les entraves à la concurrence

### Union européenne
Au regard des législations française et communautaire, le monopole n'est pas sanctionné en tant que tel mais son abus l'est.
En droit communautaire, l'article 82 du Traité instituant la Communauté européenne en son alinéa premier, fonde la sanction de « l'abus de position dominante » : « est incompatible avec le marché commun et interdit, dans la mesure où le commerce entre États membres est susceptible d'en être affecté, le fait pour une ou plusieurs entreprises d'exploiter de façon abusive une position dominante sur le marché commun ou dans une partie substantielle de celui-ci ».
Le droit français répète cette prohibition à l'article L410-2 du Code de commerce mais permet cependant – selon l'article L420-4 – d'y échapper quand les pratiques anticoncurrentielles résultent d'une loi ou d'un texte réglementant l'application de cette loi, ou quand « les auteurs [de pratiques anticoncurrentielles] peuvent justifier qu'elles ont pour effet d'assurer un progrès économique », ou encore, relativement aux catégories d'accord et accords individuels, sur décret du ministre de l'économie avec avis conforme du Conseil de la concurrence.
L'abus peut constituer dans la fixation de prix excessifs ou prédateurs – dont le but est d'éliminer les concurrents.
En droit communautaire, la Commission adresse des injonctions à cesser l'abus et inflige des amendes.
En droit français, le juge peut allouer des dommages-intérêts au tiers victime de pratique anticoncurrentielle ; en cas d'activité frauduleuse visant à la constitution d'un monopole ou toute autre pratique anticoncurrentielle, la responsabilité pénale peut être engagée (Code de commerce, article L420-6).
Les organisations chargées de mettre en place cette législation sont :
- la direction générale de la concurrence au niveau de l'Union européenne ;
- des autorités de concurrence nationales : le conseil de la concurrence en France ou l'Office of Fair Trading au Royaume-Uni.

### États-Unis
Aux États-Unis, les lois antitrust ont pour objectifs d’éliminer certaines entraves à la concurrence. Cette législation fut mise en place à partir de la fin du XIXe siècle et du vote du Sherman Antitrust Act en 1890.
Aux termes du Sherman Antitrust Act, la position de monopole n’est pas illégale en soi, ni même l’application de prix élevés ou la réduction de la production. En revanche, est interdit toute attitude visant à établir ou conserver un monopole par des moyens déloyaux. Ce type de comportement peut être sanctionné par des restructurations des entreprises, voire des démantèlements. De telles décisions de justice restent rares.
Le Clayton Antitrust Act de 1914 réglemente les fusions d'entreprises afin d’empêcher des combinaisons et des acquisitions susceptibles de nuire à la concurrence ou visant à constituer un monopole. Il s’agit d’une loi prospective, qui cherche à empêcher la réalisation de certaines opérations en montrant leurs effets futurs probables sur la concurrence. Elle peut aussi annuler des fusions ayant déjà été effectuées. Elle implique, selon l’importance de l’opération, pour les entreprises le devoir de notifier à l’avance leurs fusions, afin que leur cas soit étudié.
Les lois antitrust contiennent aussi des dispositions visant à interdire les ententes entre entreprises souhaitant fixer les prix.
Le cas le plus célèbre d’application de ces lois reste le démantèlement de la Standard Oil de Rockefeller. Le 15 mai 1911, la Cour suprême des États-Unis ordonne la division de la Standard Oil en pas moins de trente quatre compagnies indépendantes, ayant chacun un conseil d’administration.
La Federal Trade Commission et l'Antitrust Division du Département américain de la Justice sont chargées de faire respecter cette législation.

### Autres exemples
Le Japon a un droit de la concurrence en partie hérité de la présence américaine au lendemain de la Seconde Guerre mondiale (1939-1945). L'organisation chargée de l'application du droit est ainsi la Japan Fair Trade Commission.

## Dans la culture populaire
- Le mot anglais monopoly est le nom donné à un célèbre jeu de société.
- En commerce, l'esclavage pouvait autrefois être désigné par le mot monopole[18].

#### Relations directes
- Concentration d'un marché
- Régime du marché, qui résume les différentes formes de marchés.
- Concurrence
- Défaillance du marché
- Duopole
- Monopsone
- Oligopole

#### Thématiques similaires
- Banalité (droit seigneurial)
- Monopole naturel
- Brevet
- Droit d'auteur
- Infrastructure essentielle
- Prix prédateurs
- Économie de fonctionnalité
- Monopole (viticulture)